# Кумордино (Псковська область)
Кумордино (рос. Кумордино) — присілок в Красногородському районі Псковської області Російської Федерації.
Населення становить 11 осіб. Входить до складу муніципального утворення Красногородська волость .

## Історія
Від 2015 року входить до складу муніципального утворення Красногородська волость .

## Населення
| 2001 | 2002 | 2010 |
| ---- | ---- | ---- |
| 10   | ↗11  | ↘3   |